# Independence (Virginia)
Independence es una localidad del Condado de Grayson, Virginia, Estados Unidos. Según el censo de 2000 tenía una población de 971 habitantes y una densidad de población de 160.2 hab/km².

## Demografía
Según el censo de 2000, había 971 personas, 426 hogares y 226 familias residiendo en la localidad. La densidad de población era de 160,2 hab./km². Había 497 viviendas con una densidad media de 82,0 viviendas/km². El 90,73% de los habitantes eran blancos, el 6,80% afroamericanos, el 1,24% de otras razas y el 1,24% pertenecía a dos o más razas. El 2,68% de la población eran hispanos o latinos de cualquier raza.
Según el censo, de los 426 hogares en el 19,2% había menores de 18 años, el 39,9% pertenecía a parejas casadas, el 8,2% tenía a una mujer como cabeza de familia y el 46,9% no eran familias. El 44,6% de los hogares estaba compuesto por un único individuo y el 27,5% pertenecía a alguien mayor de 65 años viviendo solo. El tamaño promedio de los hogares era de 1,98 personas y el de las familias de 2,73.
La población estaba distribuida en un 14,4% de habitantes menores de 18 años, un 7,1% entre 18 y 24 años, un 21,1% de 25 a 44, un 22,7% de 45 a 64 y un 34,7% de 65 años o mayores. La media de edad era 51 años. Por cada 100 mujeres había 81,5 hombres. Por cada 100 mujeres de 18 años o más, había 82,2 hombres.
Los ingresos medios por hogar en la localidad eran de 18.264 dólares ($) y los ingresos medios por familia eran 30.441 $. Los hombres tenían unos ingresos medios de 21.058 $ frente a los 16.705 $ para las mujeres. La renta per cápita para la ciudad era de 16.137 $. El 19,5% de la población y el 10,5% de las familias estaban por debajo del umbral de pobreza. El 29,7% de los menores de 18 años y el 16,2% de los habitantes de 65 años o más vivían por debajo del umbral de pobreza.

## Geografía
Según la Oficina del Censo de los Estados Unidos, la localidad tiene un área total de 6,1 km², todos ellos correspondientes a tierra firme.